# Месхи, Константин Семёнович
Константин (Котэ) Семёнович Месхи (груз. კოტე (იაკობ) სიმონის ძე მესხი; 19 апреля (1 мая) 1857 года, Кутаиси — 15 (28) мая 1914 года, Тифлис) — грузинский театральный актёр и режиссёр.

## Биография
Восьмой ребенок в семье писаря Кутаисского суда Симона Месхи.
Учился в Кутаисской гимназии, затем вместе со старшим братом Сергеем переехал в Тифлис. Большое влияние на Месхи оказали близкие к редакции газеты «Дроеба» («Время») люди — писатели и общественные деятели Грузии (включая Илью Чавчавадзе, Ивана Мачабели, Петра Умикова, Александра Казбеги, Бачана Разикашвили, Акакия Церетели). Именно тогда возникла у него любовь к театру.
На сцене с 1874 года, выступал в любительских спектаклях. Учился у Ефросинэ Клдиашвили.
С 1879 года на профессиональной сцене, один из активных участников воссоздания грузинского театра в Тифлисе. В 1880 году запланировал поездку в Одессу для обучения бухгалтерии, но неожиданно уехал во Францию, в Марселе на театральной сцене увидел игру великой Сары Бернар. Из Парижа привёз множество пьес, которые задумал воплотить на сцене грузинских театров, в частности, «Маргариту Готье» по роману «Дама с камелиями» Дюма-сына, пьесу Скриба и Легуве «Адриана Лекуврер» и пьесы Сарду и Моро «Мадам Сан Жен».
В 1885—1894 гг. руководил грузинским театром в Кутаиси, у Котэ Месхи начинали будущие звезды грузинского театра — Ефемия Месхи, Нино (Нуца) Чхеидзе, Васо Баланчивадзе (брат композитора Мелитона Баланчивадзе), Шалва Дадиани, Котэ Марджанишвили. С 1896 г. и до конца жизни — ведущий актёр и режиссёр Тифлисского грузинского театра. Профессиональным принципом Месхи, как актёра и режиссёра, было убеждение, что главное назначение сценического искусства — изображение общественной жизни, «действительные картины жизни». Требовал от актёров реалистического исполнения ролей. Играл разнохарактерные роли.
Автор нескольких исторических пьес («Руставели» и др.), переводчик произведений Н. В. Гоголя, У. Шекспира, В. Гюго, а также современных ему писателей — А. И. Сумбатова-Южина и др.
Похоронен на Кукийском кладбище.

## Театральные работы
Отелло («Отелло» У. Шекспира), Петруччио («Укрощение строптивой» У. Шекспира), Дон Сезар («Рюи-Блюз» В. Гюго), Арбенин («Маскарад» М. Ю. Лермонтова), Чацкий («Горе от ума» А. С. Грибоедова), Гоча («Коварная Тамар» А. Церетели). В Кутаисском театре поставил «Горе от ума» А. С. Грибоедова, «Ревизор» Н. В. Гоголя, ряд пьес А. Н. Островского.

## Память
Именем Котэ Месхи названа улица в Тбилиси.